# Raniceps
Raniceps is een monotypisch geslacht van straalvinnige vissen uit de familie van de kabeljauwen Gadidae.

## Soort
- Raniceps raninus (Linnaeus, 1758) – Vorskwab